# Свистунов, Александр Викторович
Александр Ви́кторович Свистуно́в (укр. Олександр Вікторович Свистунов; род. 30 августа 1973, Ялта, Крымская область) — советский и украинский футболист, полузащитник.
За сборную Украины сыграл 1 товарищеский матч, 26 февраля 2001 года вышел на 46-й минуте вместо Сергея Снытко в матче со сборной Румынии.

## Достижения
- Победитель Первого дивизиона России (2002)